# Fiodor von Schlippe
Fiodor Władimirowicz von Schlippe, ros. Федор Владимирович Фон Шлиппе (ur. 1874 w Moskwie, zm. 1951 w Dettingen) – rosyjski działacz państwowy i polityczny, emigracyjny działacz polityczny i gospodarczo-finansowy, członek Prezydium Komitetu Wyzwolenia Narodów Rosji pod koniec II wojny światowej.
W 1892 r. ukończył klasyczne gimnazjum w Jekaterynosławiu, w 1897 r. studia na uniwersytecie moskiewskim, zaś w 1899 r. piotrowską akademię rolniczą w Moskwie. W latach 1906–1909 pełnił funkcję przewodniczącego wierejskiego urzędu ziemskiego. W 1912 r. otrzymał tytuł kammerjunkra, zaś w 1916 r. kammerheera. Od 1913 r. stał na czele moskiewskiego gubernatorskiego urzędu ziemskiego. Współtworzył program Związku 17 Października. W 1920 r. wyemigrował do Niemiec. Zamieszkał pod Berlinem. Współtworzył organizację Rotes Kreuz (Czerwony Krzyż), której przewodniczył. Działał w Rosyjskim Związku Monarchistycznym i Radzie Stowarzyszonych Organizacji. W 1924 r. stanął na czele Związku Rosyjskich Działaczy Handlowo-Przemysłowych i Finansowych. Po ataku wojsk niemieckich na ZSRR 22 czerwca 1941 r., zaangażował się w działalność Rosyjskiego Ruchu Wyzwoleńczego gen. Andrieja A. Własowa. W 1943 r. zorganizował w swoim domu spotkania gen. A. A. Własowa z atamanem Kozaków dońskich gen. Piotrem N. Krasnowem, przywódcą Rosyjskiego Związku Ogólnowojskowego (ROWS) gen. Aleksiejem A. von Lampe i innymi przywódcami białej emigracji rosyjskiej. Po utworzeniu Komitetu Wyzwolenia Narodów Rosji (KONR) został członkiem jego Prezydium. Po zakończeniu wojny zamieszkał w Belgii.